# Caffè macchiato
Caffè macchiato (pronúncia italiana: [kafˈfɛ mmakˈkjaːto] (escutarⓘ)), às vezes chamado de espresso macchiato, é uma bebida de café expresso com uma pequena quantidade de leite, geralmente espumada. Em italiano, macchiato significa "manchado" ou "marcado", então a tradução literal de caffè macchiato é "café manchado" ou "café marcado".

## História
O termo faz referência à mancha de leite, no caffè macchiato. Tradicionalmente, era preparado com café expresso, ao qual se adicionava uma "mancha" de leite. Porém, macchiato passou mais tarde a dar referência à espuma de leite que se colocava em cima do café, para indicar que a bebida tinha um pouco de leite. Esta era a forma que os baristas usavam para assinalar quais as chávenas (xícaras) que continham manchado em vez de expresso, para que os empregados de mesa  reconhecessem que  as xícaras de caffè macchiato estavam "manchadas".

## Preparação
O caffè macchiato tem a maior proporção de café expresso para leite de qualquer bebida feita com esses ingredientes. A intenção é que o leite modere, em vez de sobrecarregar, o sabor do café ao mesmo tempo em que adiciona um toque de doçura. A bebida é tipicamente preparada despejando uma pequena quantidade de leite vaporizado diretamente em uma única dose de café expresso. Uma receita pede 5 a 10 g (1 a 2 colheres de chá) de leite aquecido a 60 a 140–150 °F (60–66 °C).